# 숀 코너리
숀 코너리 경(Sir Sean Connery, 1930년 8월 25일 ~ 2020년 10월 31일)은 스코틀랜드의 배우, 보디빌더였다. 영화 《007》 시리즈에서 7차례 제임스 본드 출연으로 잘 알려진 배우다. 아카데미 남우주연상, 영국 아카데미 영화상(BAFTA) 남우주연상, 골든 글로브상 남우조연상 등을 받았다. 2020년 10월 31일 바하마 나소의 자택에서 수면 중에 사망했다.

## 초기 생애
에든버러 파운틴브리지에서 2남 중 장남으로 태어났다. 그 아버지는 로마 가톨릭교도였으며, 어머니는 개신교도였다. 아버지는 공장 노동자이며 트럭운전수였고, 어머니는 청소부였다. 조부는 아일랜드에서 19세기 중엽에 스코틀랜드로 이주하였다. 그의 가문은 스코틀랜드 후손이다. 어머니계 조상들은 스코틀랜드 게일어를 사용하였다. 그의 첫 직업은 우유배달이었다. 13세때 학교를 중퇴하고, 1946년부터 1949년까지 해군에 복무하였다. 그 뒤 여러 일을 하다가 보디빌딩에 흥미를 느끼기 시작하여 1953년 미스터 유니버스에서 스코틀랜드 대표로 출전한 경력도 있다.

## 개인 생활
스코틀랜드의 독립 운동에 대하여 공식적으로 지지를 선언하였다. 또한 미국 뉴욕 맨해튼에 거주 당시, 이웃 주민으로부터 3천만 달러의 손해배상 청구소송을 당한 일이 있다.

## 출연 작품
- 《지상 최대의 작전》(The Longest Day, 1962년)
- 《살인번호》(Dr. No, 1962년) - 007 1탄
- 《위기일발》(From Russia with Love, 1963년) - 007 2탄
- 《골드핑거》(Goldfinger, 1964년) - 007 3탄
- 《마니》(Marnie, 1964년)
- 《썬더볼 작전》(Thunderball, 1965년) - 007 4탄
- 《두 번 산다》(You Only Live Twice, 1967년) - 007 5탄
- 《샬라코》(SHALAKO, 1968년)
- 《다이아몬드는 영원히》(Diamonds Are Forever, 1971년) - 007 7탄
- 《자도즈》(Zardoz, 1973년)
- 《오리엔트 특급 살인》(Murder on the Orient Express, 1974년)
- 《바람과 라이온》(The Wind and the Lion, 1975년)
- 《로빈과 마리안》(Robin and Marian, 1976년)
- 《머나먼 다리》(A Bridge Too Far, 1977년)
- 《성난 눈동자》(Wrong Is Right, 1982년)
- 《네버 세이 네버 어게인》(Never Say Never Again, 1983년) - 워너 브라더스가 제작하였으며, 정식 007 시리즈는 아님
- 《하이랜더》(Highlander, 1986년)
- 《장미의 이름》(The Name of the Rose, 1986년)
- 《언터처블》(The Untouchables, 1987년) - 아카데미 남우조연상 수상
- 《인디아나 존스: 최후의 성전》(Indiana Jones and the Last Crusade, 1989년)
- 《붉은 10월》(The Hunt for Red October, 1990년)
- 《하이랜더 2》(Highlander II: The Quickening, 1991년)
- 《로빈 후드: 도둑들의 왕자》(Robin Hood: Prince of Thieves, 1991년)
- 《라이징 선》(Rising Sun, 1993년)
- 《더 록》(The Rock, 1996년)
- 《드래곤하트》(Dragon Heart, 1996년) - 드래곤의 목소리 연기를 했다.
- 《젠틀맨 리그》(The League of Extraordinary Gentlemen, 2003년)
- 《숀 코너리의 함정》
- 《카멜롯의 전설》
- 《엔트랩먼트》
- 《파인딩 포레스터》
- 《아웃랜드》
- 《욤욤 공주와 도둑》 - 압정

## 상훈
- 1972년 제29회 골든 글로브 시상식 남자인기상
- 1984년 헤이스티 푸딩 씨어트리컬 올해의 남성상(Hasty Pudding Man of the Year)
- 1986년 주피터어워즈 외국남자배우상
- 1987년 프랑스 문예공로훈장 코망되르
- 1987년 캔자스시티 비평가 협회상 남우조연상
- 1987년 전미 비평가 위원회상 남우조연상
- 1987년 런던 영화 비평가 협회상 올해의 배우상
- 1988년 제45회 골든 글로브 시상식 남우조연상
- 1988년 제41회 영국 아카데미 시상식 남우주연상
- 1988년 제60회 아카데미 남우조연상
- 1989년 주피터어워즈 외국남자배우상
- 1996년 제53회 골든 글로브 시상식 평생공로상
- 1997년 제24회 링컨 센터 갈라트리뷰트상(Lincoln Center Gala Tribute honors)
- 1997년 제6회 MTV 무비 어워드 최고의 스크린듀오상(MTV Movie Award for Best On-Screen Duo)
- 1998년 BAFTA 공헌상(BAFTA Fellowship)
- 1999년 제22회 미국 존 F. 케네디 센터 평생공로상(Kennedy Center honors)
- 1999년 제12회 유럽 영화상 베스트 유러피안 남우주연상
- 2000년 기사작위(Knight Bachelor) 서임[1]
- 2002년 제37회 카를로비바리 국제 영화제 세계영화공헌상
- 2006년 제34회 미국 영화 연구소 평생공로상

## 같이 보기
- 유강진 - 공식 한국어 더빙 성우